# Усть-Чузик
Усть-Чу́зик — деревня в Парабельском районе Томской области России, входит в состав Старицинского сельского поселения.
Расположена в устье Чузика и Кёнги, образующих реку Парабель (приток Оби), в 140 км от районного центра — села Парабель.
Улицы: Молодёжная и Набережная.
| 1939 | 2002 | 2010 | 2012 | 2013 | 2014 | 2015 |
| ---- | ---- | ---- | ---- | ---- | ---- | ---- |
| 338  | ↘79  | ↘35  | ↘31  | ↘30  | →30  | ↗31  |
| 2021 |      |      |      |      |      |      |
| ↘6   |      |      |      |      |      |      |